# Destiny (album Glorii Estefan)
Destiny – studyjny, anglojęzyczny album Glorii Estefan z 1996 roku. Wydawnictwo, chociaż nie powtórzyło sukcesu poprzednich płyt artystki, sprzedało się na całym świecie w ponad pięciu milionach egzemplarzy, w Stanach Zjednoczonych zyskując status platynowej płyty. Album zyskał w większości pochlebne recenzje ze strony krytyków, czego dowodem może być kilka nominacji do nagrody Grammy. Album promowany był kilkoma singlami, z których największy rozgłos zyskał "Reach" będący oficjalnym hymnem Igrzysk Olimpijskich w Atlancie w 1996 roku. Taneczny remiks tego utworu dotarł także na szczyt dyskotekowych zestawień. Innymi popularnymi nagraniami były "You'll Be Mine (party time)" (które stało się jednym z najczęściej samplowanych utworów z repertuaru Glorii) oraz "I'm Not Giving You Up". W krajach latynoskich na płycie zamieszczono dodatkowy utwór: "No Pretendo", który ukazał się na singlu i dotarł na sam szczyt latynoskich zestawień.

## Lista utworów
1. No Pretendo
2. Destiny
3. I'm Not Giving You Up
4. Steal Your Heart
5. The Heart Never Seems To Learn
6. You'll Be Mine (party time)
7. Path Of The Right Love
8. Show Me The Way Back To Your Heart
9. Along Came You
10. Higher
11. I Know You Too Well
12. Reach

### Dodatkowe informacje
- piosenka "Along Came You" dedykowana jest córce Glorii, Emily Estefan.
- w ramach promocji krążka Gloria Estefan wyruszyła w światową trasę koncertową "Evolution World Tour", która okazała się być jedną z najpopularniejszych tras 1996 i 1997 roku.
- w 1997 roku Estefan znalazła się w pierwszej dziesiątce na liście najlepiej zarabiających artystów.